# Gholám Alí Rašíd
Gholám Alí Rašíd (persky غلامعلی رشید‎‎; 1953 Dezfúl – 13. června 2025 Teherán) byl generálmajor Islámských revolučních gard, v letech 2016–2025 velitel centrálního velitelství Chátam al-Anbijá. Působil na Univerzitě národní obrany a Univerzitě imáma Hosejního.
V roce 1972 začal vystupovat proti dynastii Pahlaví a před íránskou revolucí v roce 1978 byl dvakrát zatčen a uvězněn Úřadem pro zpravodajství a bezpečnost státu. V roce 1980 vstoupil do Islámských revolučních gard a zúčastnil se irácko-íránské války. Je držitelem magisterského titulu v oboru politická geografie na Teheránské univerzitě a doktorátu v oboru politická geografie na Univerzitě Tarbijat Modares. V letech 1999–2016 působil jako zástupce náčelníka Generálního štábu Ozbrojených sil Íránské islámské republiky.
Zemřel 13. června 2025 v Teheránu při izraelském náletu.

## Osobní život
Narodil se v roce 1953 v Dezfúlu. Základní a střední školu dokončil v rodném městě. V roce 1972 začal vystupovat proti dynastii Pahlaví a před íránskou revolucí v roce 1978 byl dvakrát zatčen a uvězněn Úřadem pro zpravodajství a bezpečnost státu. Je držitelem magisterského titulu v oboru politická geografie na Teheránské univerzitě a doktorátu v oboru politická geografie na Univerzitě Tarbijat Modares.
Zemřel 13. června 2025 v Teheránu při izraelském náletu. Státní pohřeb jaderných vědců a vojenských velitelů, včetně Rašída, se konal 28. června.

## Vojenská kariéra
Svou vojenskou kariéru zahájil v roce 1980 vstupem do Islámských revolučních gard. Během irácko-íránské války byl jedním z hlavních velitelů.
V letech 1999–2016 působil jako zástupce náčelníka Generálního štábu Ozbrojených sil Íránské islámské republiky a mezi roky 2016 a 2025 jako velitel centrálního velitelství Chátam al-Anbijá.

## Sankce
Ministerstvo financí Spojených států amerických jej v roce 2019 zařadilo na svůj sankční seznam.